# رون أورموند
رون أورموند (بالإنجليزية: Ron Ormond)‏ هو مخرج أمريكي، ولد في 29 أغسطس 1910، وتوفي في 11 مايو 1981.

## وصلات خارجية
- رون أورموند على موقع IMDb (الإنجليزية)
- رون أورموند على موقع ألو سيني (الفرنسية)
- رون أورموند على موقع أول موفي (الإنجليزية)
- رون أورموند على موقع قاعدة بيانات الأفلام السويدية (السويدية)
- رون أورموند على موقع قاعدة بيانات الفيلم (الإنجليزية)
- رون أورموند على موقع كينوبويسك (الروسية)